# Кондомініум (міжнародне право)
Кондомініум (лат. con — разом і dominium — володіння) — в міжнародному праві, спільне володіння і управління однією і тією ж територією двома або більше державами.
Слово зафіксовано в англійській мові з 1718 році, з сучасної тоді латині. Імовірно, придумане в Німеччині близько 1700 року від латинського con- 'разом' + dominium 'право власності' (порівняти domain). Кондомініум трьох суверенних влад іноді називають тристороннім.

## Історія
Ідея спільного управління територіями кількома державами бере початок ще з давніх часів, хоча формалізоване поняття кондомініуму з'явилося пізніше, в рамках сучасного міжнародного права.
У середньовіччі та новий час спільне володіння землями траплялося в межах феодальних домовленостей, династичних шлюбів або військових союзів. Одним із ранніх прикладів є спільне управління містом Прадес у Каталонії графами Фуа та Барселони.
У Новий час практика кондомініуму застосовувалася здебільшого як компромісна форма управління спірними або стратегічно важливими територіями. Відомими прикладами стали:
- Суданський кондомініум (1899—1956) — спільне управління Британської імперії та Єгипту територією сучасного Судану. Фактично Велика Британія домінувала, незважаючи на формальну рівність.
- Нові Гебриди (1906—1980) — архіпелаг в Океанії, яким спільно управляли Велика Британія та Франція; кожна з держав мала окремі правові системи, що діяли паралельно для своїх громадян.

У XX столітті ідея кондомініумів втратила популярність через складність адміністрування та зростання рухів за національне самовизначення. Більшість таких територій або отримали незалежність, або були поділені між країнами-учасниками.
Однак термін продовжує застосовуватися в теоретичному міжнародному праві для позначення можливих форм спільного володіння, наприклад у питаннях, що стосуються Антарктики, Космосу або міжнародних вод.

## Сучасні кондомініуми
- Річка Мозель — кондомініум Люксембурга і Німеччини з 1816 року.
- Острів Фазанів (англ. Pheasant Island), також відомий як Конференс (англ. Conference Island) — кондомініум Іспанії і Франції на річці Бідассоа. Встановлений в 1659 р. після підписання Піренейського миру.
- Невелика ділянка Аравійського півострова, під управлінням Оману й Аджману.
- Більша частина Боденського озера, яка, на думку Австрії, є кондомініумом Німеччини, Австрії та Швейцарії. Проте цю точку зору не поділяють уряди Німеччини й Швейцарії.